# Karl Wendlinger
Karl Wendlinger (Kufstein, 20 de dezembro de 1968) é um ex-piloto austríaco de Fórmula 1.
Wendlinger iniciou a carreira em 1983, no kart. Em 1987, vai para a Fórmula Ford austriaca, onde é campeão. No ano seguinte, entra no Campeonato Alemão de Fórmula 3, onde após obter a décima colocação na primeira temporada, torna-se campeão em 1989, qualificando-o para dirigir um carro esportivo da Mercedes-Benz em 1990.
Pilotando o Sauber-Mercedes C11, o quinteto formado por Wendlinger, Michael Schumacher, Heinz-Harald Frentzen, Mauro Baldi e Jean-Louis Schlesser conseguiu a quinta colocação no Campeonato Mundial de Resistência de 1990. Desempenho satisfatório para uma equipe de novatos, uma vez que Schumacher e Frentzen se tornariam pilotos conhecidos da Fórmula 1.
Em 1991, continuou a correr com os carros esportivos da Mercedes - em paralelo com um programa de Fórmula 3000 com a equipe do ex-piloto Helmut Marko, não vencendo nenhuma prova na categoria, tendo como melhor classificação o décimo-primeiro lugar em 1991, empatado com os italianos Giuseppe Bugatti e Fabrizio Giovanardi. Até o fim do ano, o chefe da Mercedes, Jochen Neerpasch, colocou dois de seus protegidos na F-1. Enquanto Schumacher foi para a equipe Jordan antes de assinar contrato com a Benetton, Wendlinger foi contratado pela Leyton House para participar das duas últimas corridas daquela temporada (Japão e Austrália).

## Passagem pela Fórmula 1

### Leyton House/March

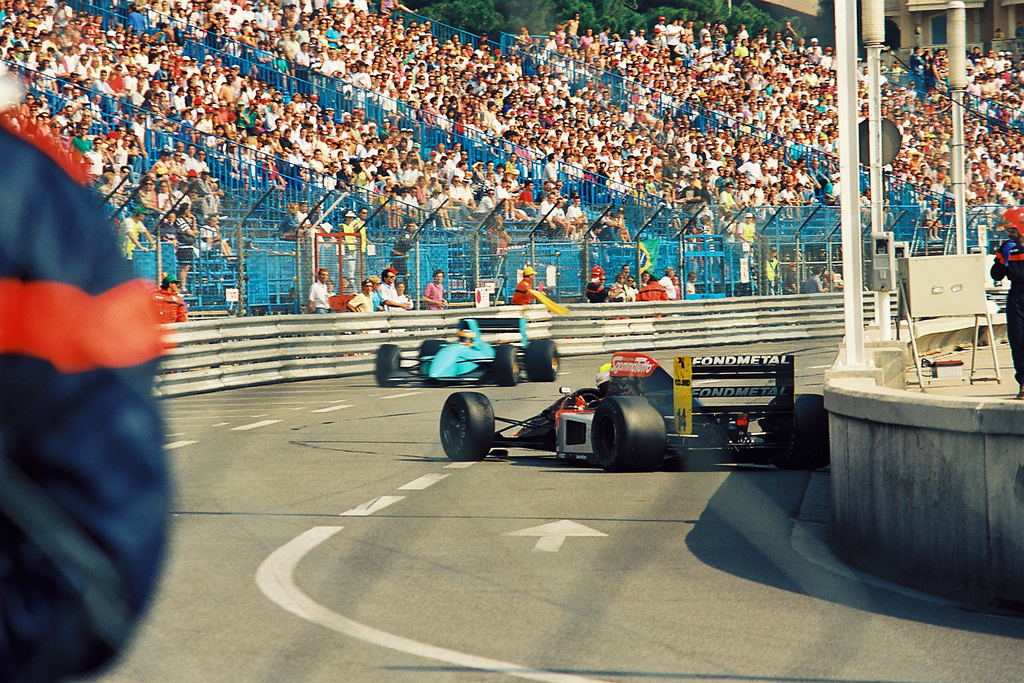
Wendlinger (carro azul) no GP de Mônaco de 1992.

A estreia de Karl na F-1 aconteceu no GP do Japão, em Suzuka. Ele qualificou-se em vigésimo-segundo lugar, dentre 26 pilotos, mas não foi capaz de melhorar essa posição, pois envolveu-se em uma grande colisão com os carros de J.J. Lehto, Andrea De Cesaris e Emanuele Pirro logo na primeira volta da corrida. Sua segunda corrida também não teve um resultado bom, pois o circuito de Adelaide estava com muita água devido a uma chuva forte, o que ocasionou o cancelamento da corrida após a décima quarta volta. Wendlinger estava na vigésima colocação, duas voltas atrás do líder (e vencedor da corrida) Ayrton Senna.
Em 1992, o jovem piloto foi mantido na equipe, que voltaria a usar o nome March, ao lado do francês Paul Belmondo. Seu melhor desempenho na temporada aconteceu no GP do Canadá, em Montreal, quando uma série de acontecimentos possibilitou a quarta colocação para Wendlinger, mesmo estando uma volta atrás do vencedor da corrida, o compatriota Gerhard Berger - resultado que foi muito comemorado levando-se em consideração os graves problemas enfrentados por sua equipe. Esses três pontos fizeram com que Wendlinger terminasse o campeonato na décima-segunda colocação, à frente de Ivan Capelli, Thierry Boutsen, Johnny Herbert e Stefano Modena. Antes do encerramento da temporada, o austríaco foi liberado da March para fazer testes com a Sauber, equipe onde havia competido no início de sua carreira nos protótipos.

## Sauber

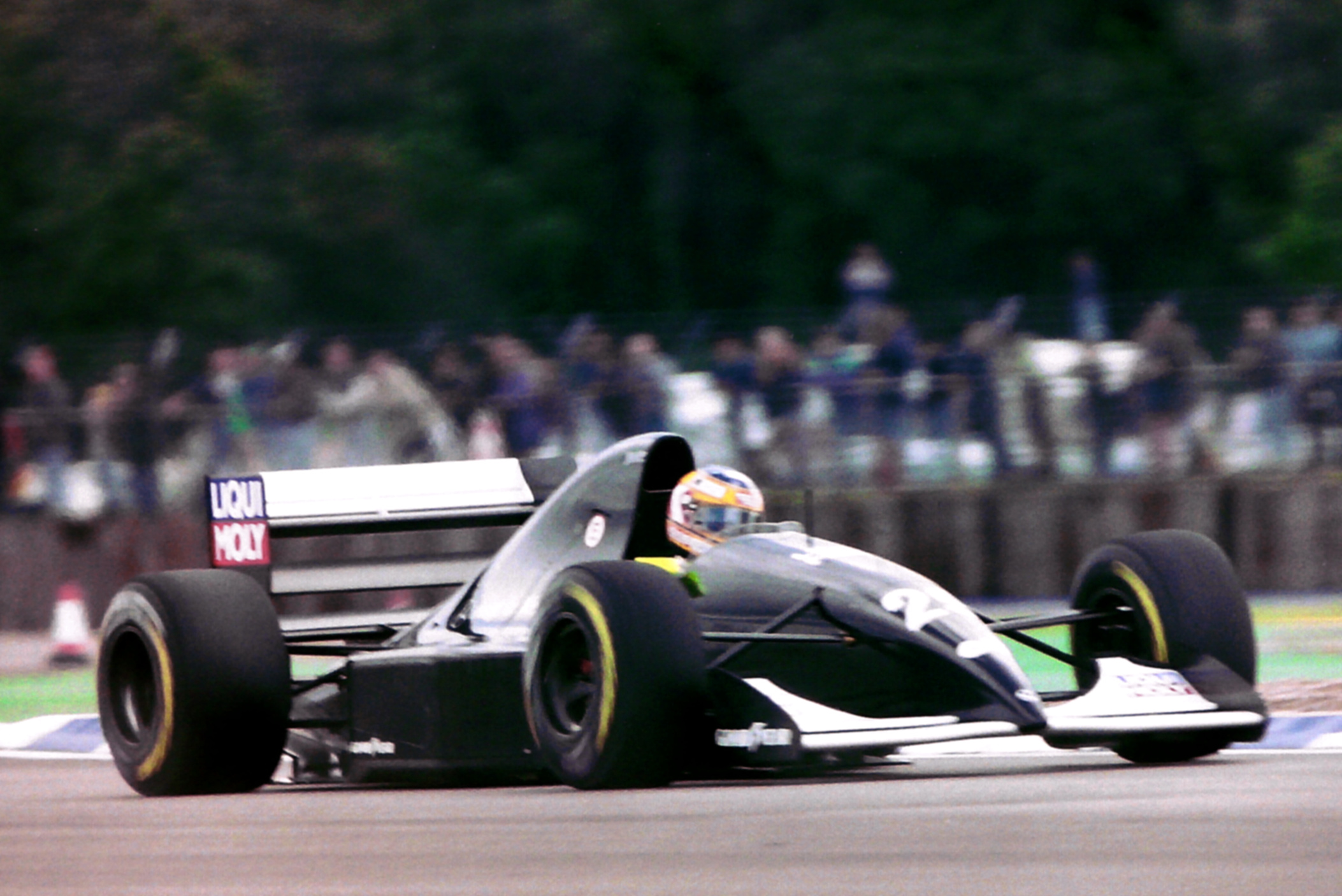
Wendlinger durante os treinos no GP da Grã-Bretanha de 1993

Para 1993, Wendlinger foi contratado por Peter Sauber, seu ex-patrão dos tempos de Mundial de Protótipos, que estava inaugurando a sua equipe de F-1. Seu companheiro de time seria JJ Lehto, e os carros teriam motores Ilmor.
Wendlinger terminou em quarto lugar no GP da Itália daquele ano em Monza, seu melhor resultado no ano. Outros dois pontos conseguidos: sexto no Canadá e na Hungria e quinto lugar em Portugal, deram a Karl novamente a décima segunda colocação no Campeonato com sete pontos e uma colocação à frente de Lehto. Ele também impressionou com o resultado de outras boas qualificações, o que colocou a Sauber entra as oito melhores equipes de Fórmula 1.

## 1994
A temporada de 1994 começou muito bem para Wendlinger, que conseguiu um ponto na primeira corrida da temporada em Interlagos, e posteriormente ficou com a quarta colocação na etapa de San Marino, marcada pela morte de seu compatriota Roland Ratzenberger e do brasileiro Ayrton Senna.
Toda a comunidade da Fórmula 1 ficou em estado de choque depois dos incidentes de Ímola, e esse estado de espírito podia ainda ser sentido por ocasião da quarta corrida da temporada, o Grande Prêmio de Mônaco de 1994. Foi então que a carreira de Karl mudou para sempre.

## O acidente em Mônaco
Durante as primeiras sessões de treinos, ao se aproximar da famosa Nouvelle Chicane (a "Chicane do Porto"), Wendlinger vinha em volta rápida quando perdeu o controle ao sair do túnel. O Sauber C13 do austríaco bateu forte contra a lateral da pista. Ele sofreu ferimentos na cabeça, em grande parte causados pela lateral baixa da cabine do piloto, comum nos carros de F-1 daquele tempo. Os médicos da FIA chegaram rapidamente ao local, e encontraram Karl inconsciente. Apesar dos sinais vitais terem-se estabilizado, ele ficou em coma por várias semanas. Durante sua recuperação, a Sauber colocou o italiano Andrea de Cesaris, que participou de nove provas pelo time.
Já recuperado, Wendlinger pretendia correr ainda no fim daquela fatídica temporada, mas a Sauber optou em substituí-lo pelo ex-companheiro de equipe JJ Lehto.

## 1995: declínio e final de carreira na F-1
Wendlinger recuperou-se dos ferimentos, e a Sauber deu-lhe a chance de continuar pilotando para a equipe em 1995. No entanto, ele não conseguiu repetir os bons resultados obtidos anteriormente ao acidente de Mônaco e foi substituído pelo francês Jean-Christophe Boullion, campeão da Fórmula 3000 naquele ano.
O austríaco regressaria nas duas últimas corridas da temporada, pois Boullion não apresentou bom desempenho em comparação ao companheiro de equipe Heinz-Harald Frentzen (três pontos, contra quinze do alemão). Contudo, este retorno acabou não sendo bem-sucedido e os GP's Japão e da Austrália foram os últimos de Karl na Fórmula 1.

## Outras categorias
Além da Fórmula 1, do Mundial de Resistência e da F-3000, Wendlinger participou ainda das 24 Horas de Le Mans (terceiro colocado em 1996), do DTM, do Campeonato de FIA GT (venceu a edição de 1999 ao lado de Olivier Beretta), da V8Star Series, da American Le Mans Series, do Campeonato Italiano de Superturismo e da Super Tourenwagen Cup.
Karl disputaria ainda o Campeonato de GT1 entre 2010 e 2011, pela equipe Swiss Racing Team. Em 2010, correu com um Nissan GT-R GT1 com o suíço Henri Moser, e no ano seguinte pilotou um Lamborghini Murciélago ao lado do holandês Peter Kox.

## Fórmula 1[1]
(legenda)
| Ano  | Nome Oficial da Equipe | Chassis             | Motor               | 1         | 2         | 3         | 4         | 5         | 6         | 7        | 8         | 9         | 10        | 11        | 12        | 13        | 14        | 15        | 16        | 17        | Pontos | Posição  |
| ---- | ---------------------- | ------------------- | ------------------- | --------- | --------- | --------- | --------- | --------- | --------- | -------- | --------- | --------- | --------- | --------- | --------- | --------- | --------- | --------- | --------- | --------- | ------ | -------- |
| 1991 | Leyton House           | Leyton House CG911  | Ilmor 2175A V10     |           |           |           |           |           |           |          |           |           |           |           |           |           |           | JAP Ret G | AUS 20º G |           | 0      | NC (36º) |
| 1992 | March F1               | Leyton House CG911B | Ilmor 2175A V10     | AFS Ret G | MEX Ret G | BRA Ret G | ESP 8º G  | SMR 12º G | MON Ret G | CAN 4º G | FRA Ret G | GBR Ret G | GER 16º G | HUN Ret G | BEL 11º G | ITA 10º G | POR Ret G |           |           |           | 3      | 12º      |
| 1993 | Sauber                 | Sauber C12          | Sauber 2175A V10    | AFS Ret G | BRA Ret G | EUR Ret G | SMR Ret G | ESP Ret G | MON 13º G | CAN 6º G | FRA Ret G | GBR Ret G | GER 9º G  | HUN 6º G  | BEL Ret G | ITA 4º G  | POR 5º G  | JAP Ret G | AUS 15º G |           | 7      | 12º      |
| 1994 | Broker Sauber Mercedes | Sauber C13          | Mercedes 2175B V10  | BRA 6º G  | PAC Ret G | SMR 4º G  | MON DNS G |           |           |          |           |           |           |           |           |           |           |           |           |           | 4      | 19º      |
| 1995 | Red Bull Sauber Ford   | Sauber C14          | Ford ECA Zetec-R V8 | BRA Ret G | ARG Ret G | SMR Ret G | ESP 13º G |           |           |          |           |           |           |           |           |           |           |           | JAP 10º G | AUS Ret G | 0      | NC (28º) |

## 24 Horas de Le Mans[2]
| Ano  | Equipe               | Nº  | Co-Pilotos                              | Chassi                           | Pneus | Classe | Voltas | Posição Geral | Posição Na Categoria |
| Ano  | Equipe               | Nº  | Co-Pilotos                              | Motor                            | Pneus | Classe | Voltas | Posição Geral | Posição Na Categoria |
| ---- | -------------------- | --- | --------------------------------------- | -------------------------------- | ----- | ------ | ------ | ------------- | -------------------- |
| 1991 | Team Sauber Mercedes | 31  | Michael Schumacher Fritz Kreutzpointner | Mercedes-Benz C11                | G     | C2     | 355    | 5º            | 5º                   |
| 1991 | Team Sauber Mercedes | 31  | Michael Schumacher Fritz Kreutzpointner | Mercedes-Benz M119 5.0L Turbo V8 | G     | C2     | 355    | 5º            | 5º                   |
| 1992 | Peugeot Talbot Sport | 31  | Eric Van de Poele Alain Ferté           | Peugeot 905 Evo 1B               | M     | C1     | 208    | DNF           | DNF                  |
| 1992 | Peugeot Talbot Sport | 31  | Eric Van de Poele Alain Ferté           | Peugeot SA35 3.5L V10            | M     | C1     | 208    | DNF           | DNF                  |
| 1996 | Porsche AG           | 26  | Yannick Dalmas Scott Goodyear           | Porsche 911 GT1                  | M     | GT1    | 341    | 3º            | 2º                   |
| 1996 | Porsche AG           | 26  | Yannick Dalmas Scott Goodyear           | Porsche 3.2L Turbo Flat-6        | M     | GT1    | 341    | 3º            | 2º                   |
| 1997 | Roock Racing         | 32  | Stéphane Ortelli Allan McNish           | Porsche 911 GT1                  | M     | GT1    | 8      | DNF           | DNF                  |
| 1997 | Roock Racing         | 32  | Stéphane Ortelli Allan McNish           | Porsche 3.2L Turbo Flat-6        | M     | GT1    | 8      | DNF           | DNF                  |
| 1998 | Viper Team Oreca     | 50  | Marc Duez Patrick Huisman               | Chrysler Viper GTS-R             | M     | GT2    | 28     | DNF           | DNF                  |
| 1998 | Viper Team Oreca     | 50  | Marc Duez Patrick Huisman               | Chrysler 8.0L V10                | M     | GT2    | 28     | DNF           | DNF                  |
| 1999 | Viper Team Oreca     | 51  | Olivier Beretta Dominique Dupuy         | Chrysler Viper GTS-R             | M     | GTS    | 325    | 10º           | 1º                   |
| 1999 | Viper Team Oreca     | 51  | Olivier Beretta Dominique Dupuy         | Chrysler 8.0L V10                | M     | GTS    | 325    | 10º           | 1º                   |
| 2000 | Viper Team Oreca     | 51  | Dominique Dupuy Olivier Beretta         | Chrysler Viper GTS-R             | M     | GTS    | 333    | 7º            | 1º                   |
| 2000 | Viper Team Oreca     | 51  | Dominique Dupuy Olivier Beretta         | Chrysler 8.0L V10                | M     | GTS    | 333    | 7º            | 1º                   |
| 2001 | Team PlayStation     | 16  | Olivier Beretta Pedro Lamy              | Chrysler LMP                     | M     | LMP900 | 298    | 4º            | 3º                   |
| 2001 | Team PlayStation     | 16  | Olivier Beretta Pedro Lamy              | Chrysler (Mopar) 6.0L V8         | M     | LMP900 | 298    | 4º            | 3º                   |
| 2008 | Aston Martin Racing  | 007 | Heinz-Harald Frentzen Andrea Piccini    | Aston Martin DBR9                | M     | GT1    | 339    | 16º           | 4º                   |
| 2008 | Aston Martin Racing  | 007 | Heinz-Harald Frentzen Andrea Piccini    | Aston Martin 6.0 L V12           | M     | GT1    | 339    | 16º           | 4º                   |